# 東京ナイト
1. 1967年に発売された和泉雅子と山内賢のデュエットによるシングル曲。作詞は永六輔、作曲はベンチャーズ、編曲は川口真。
2. 上記のデュエットを元にして、1967年に日活系で公開された歌謡映画[1]。
3. 1986年に発売された矢沢永吉の12作目のスタジオ・アルバム。
4. 2012年に発売された五月みどりと渥美二郎のデュエットによるシングル曲。作詞・作曲は千寿二郎。
5. ロサンゼルスで開催されるチャリティクラブイベント。本項にて詳述。

東京ナイト(TokyoNight)は、毎年3月下旬から4月中旬の間の土曜にロサンゼルスで開催される、全米有数の大規模なチャリティクラブイベント。非営利学生団体Japanese Student Network主催。

## 概要
東京ナイトは1985年に南カリフォルニア大学(USC)が留学生のためのプロム（卒業パーティー）ダンスイベントで始めたダンスイベント。
2007年で22回目を迎えた。この年はロサンゼルス・ロングビーチにある豪華客船クイーン・メリー号で開催された。
東京ナイトは年に一度、非営利学生団体Japanese Student Networkが開催するクラブイベントであり、
今では日本人留学生が開催してるイベントで全米で最大規模のものまで成長している。
最初の小規模な留学生同士のイベントから段々成長していくうちに他の学校の留学生も巻き込むイベントになっていった。主催者Japanese Student Networkは2002年にアメリカ合衆国内国歳入庁(IRS)に非営利団体として申請する。非営利団体となり母体をしっかりとさせる事により、この頃から東京ナイトは飛躍的に成長する。今では人種の垣根を越えたイベントへとなり、毎年恒例のチャリティイベントとして定着。

## 歴史
- 1985年にUSCの日本人留学生数名が留学生のためのプロム（卒業パーティー）ダンスイベント東京ナイトを始める。
- 2000年、NHKが主催者Japanese Student Networkのショートドキュメンタリーを放映。東京ナイトが取り上げられる。
- 2002年、再度NHKに東京ナイトがショートドキュメンタリーとして取り上げられる。
- 2004年、初めて観客が2000人を超える。
- 2005年、事前にブッキングしていたクラブハウスを直前でキャンセルされ、急遽別のクラブハウスを用意して開催にこぎつける。
- 2006年、2500人動員する。ハリウッドで行われていた東京ナイトをロングビーチにある、豪華客船クイーン・メリー号に場所を移す。場所の移転に伴い、DJ・アーティストの増加によって規模が拡大される。更には、ANAPによる服の販売等、様々なブースが置かれる。ファッション雑誌WOOFIN'や深夜音楽番組流派-Rに取り上げられる。
- 2007年、3000人動員する。初めてDJ以外のアーティストnobodyknows+ 、卍LINEをメインアーティストとして招く。日本から有名DJを招く等、更に出演アーティスト・DJが増加する。日本テレビ系ズームイン!!SUPER、ロサンゼルステレビ局
UTBで取り上げられる。NIKE, STUSSY LAやTOYOTAのサポートを得る。

## 主な出演者

### 2004年
- DJ KRUSH
- DJ Tsuyoshi
- DJ Rhettmatic

### 2005年
- DJ Tsuyoshi
- DJ Rhettmatic
- Shingo2

### 2006年
- DJ KAORI
- SPHERE of INFLUENCE

### 2007年
- nobodyknows+
- 卍LINE（窪塚洋介）
- DJ Dask
- DJ Kenkaida
- DJ Icy Ice
- Studio Apartment

### 2008年
- Zeebra
- Dj Steve Aoki

### 2009年
- Fantastic Plastic Machine (FPM)
- Ryoji (ケツメイシ)

### 2010年
- Fantastic Plastic Machine (FPM)
- ☆Taku Takahashi from (m-flo)